# Campionati mondiali di sci nordico 1993
I Campionati mondiali di sci nordico 1993, trentanovesima edizione della manifestazione, si svolsero dal 19 al 28 febbraio a Falun, in Svezia. Vennero assegnati quindici titoli.
Rispetto all'edizione precedente vennero introdotte alcune variazioni nel programma dello sci di fondo, già incluse in quello dei XVI Giochi olimpici invernali di Albertville 1992: in campo maschile la 15 km a tecnica libera fu sostituita dalla 25 km a inseguimento (i concorrenti disputavano una 15 km a tecnica libera, partendo uno dopo l'altro in base ai distacchi ottenuti nella 10 km a tecnica classica); in campo femminile la 10 km a tecnica libera fu sostituita dalla 15 km a inseguimento (10 km a tecnica libera con partenza in base all'ordine di arrivo della 5 km a tecnica classica).
Per quel che concerne la partecipazione, in seguito alla dissoluzione dell'Unione Sovietica, della Jugoslavia e della Cecoslovacchia le rispettive nazionali non furono più presenti, mentre debuttarono quelle degli Stati che avevano acquistato o riacquistato l'indipendenza negli anni precedenti.

## Risultati

### Uomini

#### Combinata nordica

##### Individuale
| Posizione | Atleta            | Nazione  | Tempo   |
| --------- | ----------------- | -------- | ------- |
| 1         | Kenji Ogiwara     | Giappone | 46:47,5 |
| 2         | Knut Tore Apeland | Norvegia | 48:22,0 |
| 3         | Trond Einar Elden | Norvegia | 49:20,1 |
| 4         | Bjarte Engen Vik  | Norvegia | 49:25,7 |
| 5         | Takanori Kōno     | Giappone | 49:28,7 |
| 6         | Masashi Abe       | Giappone | 50:02,1 |

18 febbraio

Trampolino: Lugnet K90

Fondo: 15 km

##### Gara a squadre
| Posizione | Nazione   | Atleti                                                  | Tempo     |
| --------- | --------- | ------------------------------------------------------- | --------- |
| 1         | Giappone  | Takanori Kōno Masashi Abe Kenji Ogiwara                 | 1:19:25,7 |
| 2         | Norvegia  | Trond Einar Elden Knut Tore Apeland Fred Børre Lundberg | 1:23:12,0 |
| 3         | Germania  | Thomas Dufter Jens Deimel Hans-Peter Pohl               | 1:27:56,2 |
| 4         | Svizzera  | Andreas Schaad Jean-Yves Cuendet Hansjörg Zihlmann      | 1:30:38,1 |
| 5         | Rep. Ceca | František Máka Milan Kučera Miroslav Kopal              | 1:31:35.1 |
| 6         | Italia    | Simone Pinzani Andrea Cecon Andrea Longo                | 1:31:35,5 |

19 febbraio

Trampolino: Lugnet K90

Fondo: 3x10 km

#### Salto con gli sci

##### Trampolino normale
| Posizione | Atleta             | Nazione   | Punti |
| --------- | ------------------ | --------- | ----- |
| 1         | Masahiko Harada    | Giappone  | 237,8 |
| 2         | Andreas Goldberger | Austria   | 231,3 |
| 3         | Jaroslav Sakala    | Rep. Ceca | 228,2 |
| 4         | Ivan Lunardi       | Italia    | 224,7 |
| 5         | Toni Nieminen      | Finlandia | 219,8 |
| 6         | Samo Gostiša       | Slovenia  | 218,1 |

27 febbraio

Trampolino: Lugnet K90

##### Trampolino lungo
| Posizione | Atleta             | Nazione   | Punti |
| --------- | ------------------ | --------- | ----- |
| 1         | Espen Bredesen     | Norvegia  | 241,4 |
| 2         | Jaroslav Sakala    | Rep. Ceca | 239,1 |
| 3         | Andreas Goldberger | Austria   | 237,6 |
| 4         | Masahiko Harada    | Giappone  | 231,2 |
| 5         | Helge Brendryen    | Norvegia  | 225,7 |
| 6         | Jiří Parma         | Rep. Ceca | 203,9 |

21 febbraio

Trampolino: Lugnet K115

##### Gara a squadre
| Posizione | Nazione              | Atleti                                                          | Punti |
| --------- | -------------------- | --------------------------------------------------------------- | ----- |
| 1         | Norvegia             | Bjørn Myrbakken Helge Brendryen Øyvind Berg Espen Bredesen      | 821,5 |
| 2         | Rep. Ceca Slovacchia | Martin Švagerko František Jež Jiří Parma Jaroslav Sakala        | 772,1 |
| 3         | Austria              | Ernst Vettori Heinz Kuttin Stefan Horngacher Andreas Goldberger | 745,4 |
| 4         | Francia              | Jérôme Gay Nicolas Jean-Prost Steve Delaup Didier Mollard       | 724,2 |
| 5         | Giappone             | Kenji Suda Takanobu Okabe Noriaki Kasai Masahiko Harada         | 716,0 |
| 6         | Finlandia            | Janne Ahonen Vesa Hakala Toni Nieminen Risto Jussilainen        | 702,7 |

23 febbraio

Trampolino: Lugnet K115

#### Sci di fondo

##### 10 km
| Posizione | Atleta           | Nazione    | Tempo   |
| --------- | ---------------- | ---------- | ------- |
| 1         | Sture Sivertsen  | Norvegia   | 24:51,6 |
| 2         | Vladimir Smirnov | Kazakistan | 24:55,5 |
| 3         | Vegard Ulvang    | Norvegia   | 24:58,1 |
| 4         | Bjørn Dæhlie     | Norvegia   | 25:00,3 |
| 5         | Jochen Behle     | Germania   | 25:10,6 |
| 6         | Silvio Fauner    | Italia     | 25:13,6 |

22 febbraio

Tecnica classica

##### 30 km
| Posizione | Atleta           | Nazione    | Tempo     |
| --------- | ---------------- | ---------- | --------- |
| 1         | Bjørn Dæhlie     | Norvegia   | 1:17:33,6 |
| 2         | Vegard Ulvang    | Norvegia   | 1:17:55,0 |
| 3         | Vladimir Smirnov | Kazakistan | 1:17:55,3 |
| 4         | Marco Albarello  | Italia     | 1:18:21,4 |
| 5         | Igor' Badamšin   | Russia     | 1:18:21,5 |
| 6         | Terje Langli     | Norvegia   | 1:18:29,6 |

20 febbraio

Tecnica classica

##### 50 km
| Posizione | Atleta             | Nazione  | Tempo     |
| --------- | ------------------ | -------- | --------- |
| 1         | Torgny Mogren      | Svezia   | 2:03:36,8 |
| 2         | Hervé Balland      | Francia  | 2:04:30,9 |
| 3         | Bjørn Dæhlie       | Norvegia | 2:05:10,3 |
| 4         | Gianfranco Polvara | Italia   | 2:05:23,3 |
| 5         | Vegard Ulvang      | Norvegia | 2:05:39,9 |
| 6         | Johann Mühlegg     | Germania | 2:06:40,2 |

28 febbraio

Tecnica libera

##### Inseguimento 25 km
| Posizione | Atleta           | Nazione    | Tempo     |
| --------- | ---------------- | ---------- | --------- |
| 1         | Bjørn Dæhlie     | Norvegia   | 1:01:45,0 |
| 2         | Vladimir Smirnov | Kazakistan | 1:01:45,0 |
| 3         | Silvio Fauner    | Italia     | 1:02:55,5 |
| 4         | Vegard Ulvang    | Norvegia   | 1:02:56,8 |
| 5         | Terje Langli     | Norvegia   | 1:03:25,1 |
| 6         | Torgny Mogren    | Svezia     | 1:03:25,9 |

22-24 febbraio

10 km a tecnica classica + 15 km a tecnica libera

##### Staffetta 4x10 km
| Posizione | Nazione   | Atleti                                                             | Tempo     |
| --------- | --------- | ------------------------------------------------------------------ | --------- |
| 1         | Norvegia  | Sture Sivertsen Vegard Ulvang Terje Langli Bjørn Dæhlie            | 1.44.14,9 |
| 2         | Italia    | Maurilio De Zolt Marco Albarello Giorgio Vanzetta Silvio Fauner    | 1.44.24,5 |
| 3         | Russia    | Andrej Kirillov Igor' Badamšin Aleksej Prokurorov Michail Botvinov | 1.44.27,2 |
| 4         | Finlandia | Mika Myllylä Harri Kirvesniemi Jari Räsänen Jari Isometsä          | 1.46.37,6 |
| 5         | Germania  | Torald Rein Jochen Behle Johann Mühlegg Walter Kuss                | 1.46.38,5 |
| 6         | Svezia    | Niklas Jonsson Jan Ottosson Lars Håland Torgny Mogren              | 1.47.23,0 |

26 febbraio

### Donne

#### Sci di fondo

##### 5 km
| Posizione | Atleta            | Nazione   | Tempo   |
| --------- | ----------------- | --------- | ------- |
| 1         | Larisa Lazutina   | Russia    | 14:07,6 |
| 2         | Ljubov' Egorova   | Russia    | 14:12,1 |
| 3         | Trude Dybendahl   | Norvegia  | 14:18,3 |
| 4         | Elena Välbe       | Russia    | 14:19,9 |
| 5         | Stefania Belmondo | Italia    | 14:20,9 |
| 6         | Pirkko Määtä      | Finlandia | 14:21,1 |

21 febbraio

Tecnica classica

##### 15 km
| Posizione | Atleta                  | Nazione   | Tempo   |
| --------- | ----------------------- | --------- | ------- |
| 1         | Elena Välbe             | Russia    | 44:49,0 |
| 2         | Marja-Liisa Kirvesniemi | Finlandia | 45:39,0 |
| 3         | Marjut Rolig            | Finlandia | 45:41,9 |
| 4         | Larisa Lazutina         | Russia    | 46:06,3 |
| 5         | Manuela Di Centa        | Italia    | 46:10,4 |
| 6         | Stefania Belmondo       | Italia    | 46:13,3 |

19 febbraio

Tecnica classica

##### 30 km
| Posizione | Atleta               | Nazione    | Tempo     |
| --------- | -------------------- | ---------- | --------- |
| 1         | Stefania Belmondo    | Italia     | 1:22:41,3 |
| 2         | Manuela Di Centa     | Italia     | 1:22:55,0 |
| 3         | Ljubov' Egorova      | Russia     | 1:23:48,3 |
| 4         | Larisa Lazutina      | Russia     | 1:25:29,7 |
| 5         | Alžbeta Havrančíková | Slovacchia | 1:25:35,4 |
| 6         | Gabriella Paruzzi    | Italia     | 1:26:38,1 |

27 febbraio

Tecnica libera

##### Inseguimento 15 km
| Posizione | Atleta              | Nazione   | Tempo   |
| --------- | ------------------- | --------- | ------- |
| 1         | Stefania Belmondo   | Italia    | 40:19,0 |
| 2         | Larisa Lazutina     | Russia    | 40:19,4 |
| 3         | Ljubov' Egorova     | Russia    | 40:19,7 |
| 4         | Manuela Di Centa    | Italia    | 40:20,4 |
| 5         | Kateřina Neumannová | Rep. Ceca | 41:15,5 |
| 6         | Elena Välbe         | Russia    | 41:17,0 |

21-23 febbraio

5 km a tecnica classica + 10 km a tecnica libera

##### Staffetta 4x5 km
| Posizione | Nazione              | Atlete                                                                       | Tempo   |
| --------- | -------------------- | ---------------------------------------------------------------------------- | ------- |
| 1         | Russia               | Elena Välbe Larisa Lazutina Nina Gavryljuk Ljubov' Egorova                   | 54:15,7 |
| 2         | Italia               | Gabriella Paruzzi Bice Vanzetta Manuela Di Centa Stefania Belmondo           | 54:35,1 |
| 3         | Norvegia             | Trude Dybendahl Inger Helene Nybråten Anita Moen Elin Nilsen                 | 55:09,0 |
| 4         | Finlandia            | Tuulikki Pyykkönen Marja-Liisa Kirvesniemi Pirkko Määttä Marjut Rolig        | 55:30,0 |
| 5         | Rep. Ceca Slovacchia | Lubomira Balážová Kateřina Neumannová Iveta Zelingerová Alžbeta Havrančíková | 55:30,8 |
| 6         | Svezia               | Anna Frithioff Carina Görlin Anna-Lena Fritzon Marie-Helene Östlund          | 56:12,9 |

26 febbraio

## Medagliere per nazioni
| Posizione | Nazione    | Oro | Argento | Bronzo | Totale |
| --------- | ---------- | --- | ------- | ------ | ------ |
| 1         | Norvegia   | 6   | 3       | 5      | 14     |
| 2         | Russia     | 3   | 2       | 3      | 8      |
| 3         | Giappone   | 3   | 0       | 0      | 3      |
| 4         | Italia     | 2   | 3       | 1      | 6      |
| 5         | Kazakistan | 1   | 1       | 1      | 3      |
| 6         | Svezia     | 1   | 0       | 0      | 1      |
| 7         | Rep. Ceca  | 0   | 2       | 1      | 3      |
| 8         | Austria    | 0   | 1       | 2      | 3      |
| 9         | Finlandia  | 0   | 1       | 1      | 2      |
| 10        | Francia    | 0   | 1       | 0      | 1      |
| 11        | Germania   | 0   | 0       | 1      | 1      |